# Джонсон-Серлиф, Элен
Элен Джонсон-Серлиф (англ. Ellen Johnson-Sirleaf; род. 29 октября 1938) — политик и 24-й президент Либерии с 2006 по 2018 год, лауреат Нобелевской премии мира за 2011 год совместно с Тавакуль Карман и Леймой Гбови «за ненасильственную борьбу за безопасность женщин и за права женщин на полноправное участие в построении мира». Она является первой женщиной-президентом африканской страны. За строгий характер и решительность её часто сравнивают с «железной леди».

## Биография
В 1971 получила диплом Master of Public Administration в Гарвардском университете.
В 1972 году Джонсон-Серлиф пригласили работать в правительстве помощником министра финансов Либерии в администрации президента Уильяма Ричарда Толберта, где её обвиняли в краже более 3 миллионов долларов. В 1979—1980 годах она была министром финансов в правительстве Толберта.
В 1985 была осуждена на десять лет за критику в парламенте военного режима Сэмюэла Доу. Однако вскоре её освободили и изгнали из страны в Найроби (Кения), вернуться же в Либерию она смогла лишь в 1997 году в качестве экономиста Всемирного банка и «Citibank».
Поначалу поддерживая Чарльза Тэйлора в его борьбе против сержанта Сэмюэла Доу, позже Элен Джонсон-Серлиф встала в оппозицию ему на президентских выборах 1997 года. По результатам выборов она набрала всего 10 % голосов, тогда как её оппонент Чарльз Тэйлор — 75 %. Через некоторое время, Чарльз Тэйлор обвинил её в измене, так как Элен развернула активную компанию по дискредитации президента Республики, подготавливая себе плацдарм для выборов 2005 года. С уходом 11 августа 2003 года в отставку Чарльза Тэйлора, Элен Джонсон-Серлиф вернула себе лидерство в Партии единства.
На президентских выборах 2005 года, в первом раунде голосования Элен Джонсон-Серлиф набрала 192 326 голосов, и с этим результатом она была второй по числу собранных голосов избирателей, позади известного футболиста Джорджа Веа. Однако во втором раунде голосования, проходившем 8 ноября, она была признана победителем. Уже 11 ноября государственная комиссия признала победу за Элен Джонсон-Серлиф. 23 ноября 2005 года, после подсчёта всех голосов было установлено, что Элен победила большинством более чем в 20 % голосов. Местными и независимыми зарубежными наблюдателями не было выявлено никаких серьёзных замечаний. На её инаугурации 16 января 2006 года присутствовали госсекретарь США Кондолиза Райс и первая леди США Лора Буш.
Вице-президентом в правительстве Джонсон-Серлиф был Джозеф Бокай.
На президентских выборах в 2011 году она была переизбрана, получив более 90 % голосов.
У Элен Джонсон-Серлиф четыре сына и шесть внуков, некоторые из которых живут в Атланте, Джорджия.

## Даты
- 1972—1973: помощник министра финансов Либерии.
- 1979—1980: министр финансов Либерии.
- 1982—1985: вице-президент африканского регионального отделения банка «Citibank» в Найроби.
- 1986—1992: вице-президент и член исполнительного комитета банка «Equator» в Вашингтоне.
- 1992—1997: член правления регионального африканского бюро развития ООН.
- 1997: лидер партии единства; кандидат в президенты.
- 2004—2005: председатель комиссии «порядок во власти» (Либерия).
- 2005: лидер партии единства; кандидат в президенты.
- 2006: президент Либерии.

Джонсон-Серлиф сейчас также является:
- основателем «Международной организации за участие женщин в политическом управлении» (International Institute for Women in Political Leadership);
- членом консультативного совета «Modern Africa Growth and Investment Company»;
- членом финансового комитета «Modern Africa Fund Managers»;
- президент «Liberian Bank for Development and Investment»;
- президент инвестиционной компании «Kormah Development and Investment Corporation»;
- старший представитель банка «World Bank» по выдаче ссуды;
- вице-президентом «Citibank».

## Публикации
- From Disaster to Development (1991) («От катастрофы к развитию»).
- The Outlook for Commercial Bank Lending to Sub-Saharan Africa (1992) («Перспективы кредитования Центральной Африки»).

## Награды
- Награда Рузвельта 1988 за свободу слова (1988 Franklin Delano Roosevelt Freedom of Speech Award).
- Награда Ральфа Бунше за продвижение международных отношений (Ralph Bunche International Leadership Award).
- Кавалер Африканской Звезды за освобождение Либерии (Grand Commander Star of Africa Redemption of Liberia).
- Командор Ордена Моно (Commander of the Order of Mono) (Того).
- Нобелевская премия мира (2011).
- Цепь Ордена Заслуг pro Merito Melitensi (2014, Мальтийский орден)[7].

## Образование
- Бухгалтерское дело. Бизнес школа Медисона. (Медисон, Висконсин) (начало 60-х).
- Государственное управление. Гарвардский университет (1973).